# Rinne
För andra betydelser, se Rinne (olika betydelser).
Rinne (境界のRINNE Kyōkai no Rinne?) är en manga-serie som skrivs och tecknas av Rumiko Takahashi, och ges ut av Shogakukan i Weekly Shōnen Sunday sedan den 22 april 2009.
Handlingen kretsar kring gymnasieflickan Sakura Mamiya, och hennes klasskamrat Rinne Rōkudo. Sakura har förmågan att se spöken efter en incident som barn, och Rinne är en blandning av Shinigami och människa. Tillsammans hjälper de vilsna själar att gå vidare.
Serien har fått positiva recensioner och sålts i tre miljoner exemplar. En anime hade premiär under april 2015.

## Media

### Manga
Utöver utgivningen i Weekly Shōnen Sunday, ges Rinne även ut i tankōbon-volymer:
| Lista över tankōbon-volymer | Lista över tankōbon-volymer | Lista över tankōbon-volymer |
| Nr                          | Utgivningsdatum             | ISBN                        |
| --------------------------- | --------------------------- | --------------------------- |
| 1                           | 16 oktober 2009             | ISBN 978-4-0912-1773-8      |
| 2                           | 16 oktober 2009             | ISBN 978-4-0912-1774-5      |
| 3                           | 18 mars 2010                | ISBN 978-4-0912-2195-7      |
| 4                           | 18 juni 2010                | ISBN 978-4-0912-2335-7      |
| 5                           | 17 september 2010           | ISBN 978-4-0912-2526-9      |
| 6                           | 17 december 2010            | ISBN 978-4-0912-2699-0      |
| 7                           | 18 mars 2011                | ISBN 978-4-0912-2798-0      |
| 8                           | 15 juli 2011                | ISBN 978-4-0912-3205-2      |
| 9                           | 18 oktober 2011             | ISBN 978-4-0912-3339-4      |
| 10                          | 18 november 2011            | ISBN 978-4-0912-3450-6      |
| 11                          | 17 februari 2012            | ISBN 978-4-0912-3540-4      |
| 12                          | 18 maj 2012                 | ISBN 978-4-09-123657-9      |
| 13                          | 18 juli 2012                | ISBN 978-4-0912-3777-4      |
| 14                          | 18 oktober 2012             | ISBN 978-4-0912-3896-2      |
| 15                          | 18 januari 2013             | ISBN 978-4-0912-4170-2      |
| 16                          | 18 april 2013               | ISBN 978-4-0912-4286-0      |
| 17                          | 18 juni 2013                | ISBN 978-4-0912-4322-5      |
| 18                          | 18 september 2013           | ISBN 978-4-0912-4382-9      |
| 19                          | 18 december 2013            | ISBN 978-4-0912-4512-0      |
| 20                          | 18 mars 2014                | ISBN 978-4-0912-4549-6      |
| 21                          | 16 maj 2014                 | ISBN 978-4-0912-4630-1      |
| 22                          | 18 augusti 2014             | ISBN 978-4-0912-5077-3      |
| 23                          | 18 november 2014            | ISBN 978-4-0912-5370-5      |

### Anime
En anime, producerad av Brain's Base, hade premiär den 4 april 2015 i Japan. Seiki Sugawara stod för regin och Michiko Yokote skrev manuset.